# Чемпионат Швеции по кёрлингу среди смешанных пар
Чемпионат Швеции по кёрлингу среди смешанных пар (швед. SM Mixed Dubbel) — ежегодное соревнование шведских смешанных парных команд (смешанных пар) по кёрлингу (команда должна состоять из одного мужчины и одной женщины; см. Парный кёрлинг (смешанный парный разряд)). Проводится с 2007—2008 года (? уточнить). Организатором является Ассоциация кёрлинга Швеции (швед. Svenska Curlingförbundet).
Победитель чемпионата получает право до следующего чемпионата представлять Швецию на международной арене как её смешанная парная сборная по кёрлингу.

## Годы и команды-призёры
Если у второго спортсмена не указан клуб, то оба они представляют один кёрлинг-клуб.
| Год  | Золото                                                                                        | Серебро                                                                                      | Бронза                                                                                      |
| ---- | --------------------------------------------------------------------------------------------- | -------------------------------------------------------------------------------------------- | ------------------------------------------------------------------------------------------- |
| 2008 | ж.: Мари Перссон, Sundbybergs CK (Сундбюберг) м.: Ёран Карлссон, Norrköpings CK (Норрчёпинг)  | ж.: Сара Карлссон, Karlstads CK (Карлстад) м.: Себастьян Краупп                              | ж.: Catrin Bitén, Östersunds CK (Эстерсунд) м.: Рикард Хальстрём, Härnösands CK (Хернёсанд) |
| 2009 | м.: Андреас Прюц, Härnösands CK (Хернёсанд) ж.: София Густафссон                              | м.: Ёран Карлссон, Norrköpings CK (Норрчёпинг) ж.: Мари Перссон, Sundbybergs CK (Сундбюберг) | м.: Никлас Эдин, Karlstads CK (Карлстад) ж.: Лотта Леннартссон                              |
| 2010 | м.: Рикард Хальстрём, Härnösands CK (Хернёсанд) ж.: Catrin Bitén, Östersunds CK (Эстерсунд)   | м.: Андреас Прюц, Härnösands CK (Хернёсанд) ж.: Агнес Кнохенхауэр, CK Granit-Gävle (Евле)    | ж.: Сара Карлссон, Karlstads CK (Карлстад) м.: Кристиан Линдстрём, Lits CK (Эстерсунд)      |
| 2011 | м.: Андерс Краупп, Stocksunds CK (Дандерюд) ж.: Сабина Краупп, Sundbybergs CK (Сундбюберг)    | ж.: Анна Хассельборг, Sundbybergs CK (Сундбюберг) м.: Маркус Хассельборг                     | ж.: Сара Карлссон, Karlstads CK (Карлстад) м.: Кристиан Линдстрём, Lits CK (Эстерсунд)      |
| 2012 | м.: Пер Нурен, CK Granit-Gävle (Евле) ж.: Камилла Юханссон, Fyris Uppsala (Уппсала)           | м.: Матс Врано, Sundbybergs CK (Сундбюберг) ж.: Monika Wranå                                 | ж.: Ингрид Мельдаль, Stocksunds CK (Дандерюд) м.: Матс Нюберг                               |
| 2013 | м.: Оскар Эрикссон, Lit CK (Эстерсунд) ж.: Анна Хассельборг, Sundbybergs CK (Сундбюберг)      | м.: Фредрик Хальстрём, Östersunds CK (Эстерсунд) ж.: Элизабет Норредаль                      | м.: Расмус Врано, Sundbybergs CK (Сундбюберг) ж.: Юханна Хельдин, IK Fyris (Уппсала)        |
| 2014 | м.: Пер Нурен, CK Granit-Gävle (Евле) ж.: Камилла Юханссон                                    | ж.: Ингрид Мельдаль, Stocksunds CK (Дандерюд) м.: Karl Nordlund, CK Silverstenen (Sala)      | м.: Андреас Прюц, Härnösands CK (Хернёсанд) ж.: София Мабергс, CK Granit-Gävle (Евле)       |
| 2015 | м.: Пер Нурен, CK Granit-Gävle (Евле) ж.: Камилла Юханссон                                    | м.: Фредрик Хальстрём, Östersunds CK (Эстерсунд) ж.: Элизабет Норредаль                      | м.: Emil Markusson, Östersunds CK (Эстерсунд) ж.: Towa Sundberg                             |
| 2016 | ж.: Анна Хассельборг, Sundbybergs CK (Сундбюберг) м.: Оскар Эрикссон, Karlstads CK (Карлстад) | м.: Пер Карлсен, Sundsvalls CK (Сундсвалль) ж.: Маргарета Сигфридссон                        | ж.: Изабелла Врано, Sundbybergs CK (Сундбюберг) м.: Расмус Врано                            |
| 2017 | ж.: Анна Хассельборг, Sundbybergs CK (Сундбюберг) м.: Оскар Эрикссон, Karlstads CK (Карлстад) | ж.: Сара Макманус, ? м.: Никлас Эдин, ?                                                      | ж.: Анетте Норберг, ? м.: Vincent Stenberg, ?                                               |
| 2018 | ж.: Тереза Вестман, IK Fyris (Уппсала) м.: Робин Альберг, CK Granit (Евле)                    | ж.: Камилла Нурен, CK Granit-Gävle (Евле) м.: Пер Нурен                                      | ж.: Malin Wendel, Göteborgs CK (Гётеборг) м.: Fabian Wingfors                               |
| 2019 | ж.: Анна Хассельборг м.: Оскар Эрикссон тренер: Mathias Eriksson                              | ж.: Тереза Вестман м.: Робин Альберг тренер: Анетте Норберг                                  | ж.: Юханна Хельдин м.: Кристиан Линдстрём .                                                 |
| 2020 | ж.: Агнес Кнохенхауэр м.: Расмус Врано                                                        | ж.: Юханна Хельдин Кристиан Линдстрём                                                        | ж.: Monika Wranå м.: Матс Врано                                                             |
| 2021 | ж.: Альмида Де Валь м.: Оскар Эрикссон                                                        | ж.: Тереза Вестман м.: Робин Альберг                                                         | ж.: Изабелла Врано м.: Расмус Врано                                                         |
| 2022 | ж.: Юханна Хельдин м.: Даниэль Магнуссон                                                      | ж.: Тереза Вестман м.: Робин Альберг                                                         | ж.: Фанни Шёберг м.: Аксель Шёберг                                                          |
| 2023 | ж.: Ребекка Тунман м.: Даниэль Магнуссон                                                      | ж.: Тереза Вестман м.: Робин Альберг                                                         | ж.: Malin Wendel м.: Fabian Wingfors                                                        |
| 2024 | ж.: Isabell Andersson м.: Симон Гранбом                                                       | ж.: Emelie Sarén м.: Alexander Palm                                                          | ж.: Sofie Bergman м.: Jacob Hanna                                                           |
| 2025 | ж.: Йенни Волин м.: Юхан Нюгрен                                                               | ж.: Emma Moberg м.: Olle Moberg тренер: Mattias Moberg                                       | ж.: Nilla Hallström м.: Юханнес Патс тренер: Рикард Хальстрём                               |